# 弗朗西斯·沙利文
弗朗西斯·沙利文（英語：Francis Sullivan，1917年6月7日—2007年1月5日），加拿大男子冰球运动员，场上位置是前锋。他曾代表加拿大参加1952年冬季奥林匹克运动会冰球比赛，获得一枚金牌。